# Montes Altos
Montes Altos este un oraș în unitatea federativă Maranhão (MA), Brazilia.